# 지수 사상 (리만 기하학)

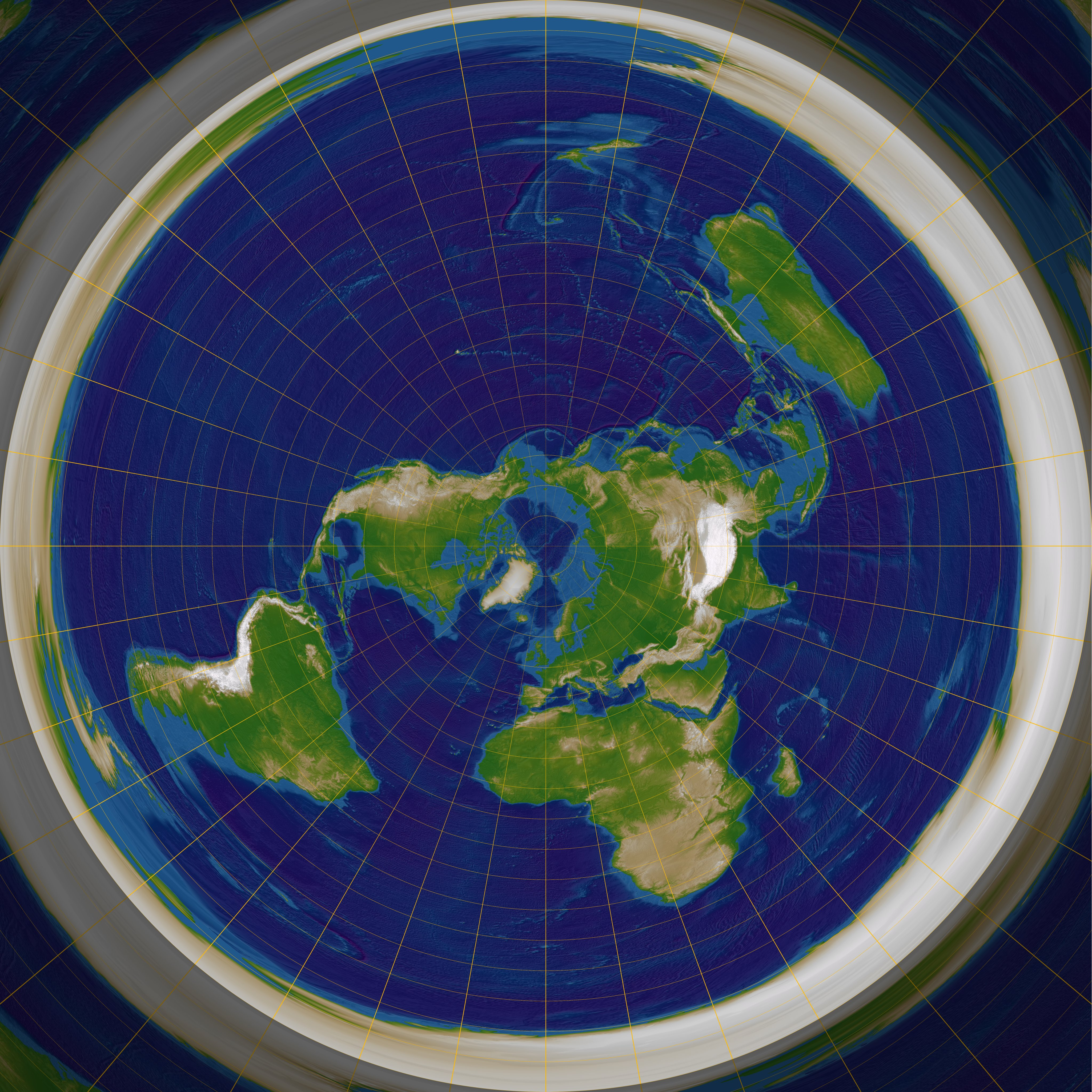
북극에서 본 지구의 지수 사상은 지도 제작에서 극 정거 방위 도법에 해당한다.

리만 기하학에서 지수 사상(영어: Exponential map)은 리만 다양체 (또는 준 리만 다양체) {\displaystyle M}의 접공간 {\displaystyle T_{p}M}의 부분 집합에서 {\displaystyle M} 자체로 가는 사상이다. (준) 리만 계량은 표준 아핀 접속을 결정하고 (준) 리만 다양체의 지수 사상은 이 접속의 지수 사상에 의해 제공된다.

## 정의
{\displaystyle M}이 미분 다양체이고 {\displaystyle p}는 {\displaystyle M}의 점이라 하자. {\displaystyle M}에 대한 아핀 접속을 통해 점 {\displaystyle p}를 지나는 직선의 개념을 정의할 수 있다.
{\displaystyle v\in T_{p}M}를 p에서 다양체에 대한 접벡터라고 하자. 그러면 {\displaystyle \gamma _{v}(0)=p}, {\displaystyle \gamma '_{v}(0)=v}인 측지선 {\displaystyle \gamma _{v}:[0,1]\rightarrow M}은 유일하다. 해당 지수 사상은 {\displaystyle \exp _{p}(v):=\gamma _{v}(1)}로 정의된다. 일반적으로 지수 사상은 국소적으로만 정의된다. 이는 국소적 상미분방정식의 존재정리와 고유성에 의존하기 때문이다. 접다발의 모든 점에서 지수 사상이 잘 정의된 경우 아핀 접속을 완비라고 한다.

## 성질
직관적으로 말하면, 지수 사상은 다양체에 대한 주어진 접벡터를 갖고 해당 점에서 시작하여 단위 구간을 측지선을 따라 사상한다. 또한 측지선을 호의 길이로 재매개화할 수 있으므로 동등하게 {\displaystyle \exp _{p}(v)=\beta (|v|)}를 정의할 수 있다. 여기서 {\displaystyle \beta }는 {\displaystyle v}방향으로 가는 호 길이로 매개변수화된 측지선이다. 접벡터 {\displaystyle v}를 변경하면 {\displaystyle \exp _{p}}를 적용할 때 기준점 {\displaystyle p}에서 어느 정도 거리 내에 있는 {\displaystyle M}의 다른 점을 얻을 수 있다. 이것은 다양체에 대한 접공간이 다양체의 "선형화"임을 구체적으로 말해준다.
호프-리노우 정리는 다양체가 거리 공간으로서 완비일 경우에만 전체 접공간에서 지수 사상을 정의하는 것이 가능하다고 주장한다(이 특성을 가진 지수 사상을 갖는 다양체에 대해 측지 완비라는 일반적인 단어를 정당화한다. 특히 콤팩트 다양체는 측지 완비다. 그러나 {\displaystyle \exp _{p}}  전체 접공간에서 정의되더라도 일반적으로 전역 미분동형사상이 아니다. 그러나 접공간의 원점에서의 미분은 항등 사상이므로 역함수 정리에 의해 지수 사상이 매장되는 {\displaystyle T_{p}M}의 원점 근처를 찾을 수 있다(즉, 지수 사상은 로컬 미분동형사상). {\displaystyle \exp _{p}}를 통해 미분동형적으로 사상될 수 있는 {\displaystyle T_{p}M}의 원점에 대한 가장 큰 공의 반경을 {\displaystyle p}에서 {\displaystyle M}의 단사 반경이라고 한다. 지수 사상의 절단 궤적은 대략적으로 말하면 지수 사상이 유일한 최소값을 가지지 못하는 모든 점의 집합이다.
지수 사상의 중요한 성질은 다음과 같은 가우스 보조정리이다: 이중 접공간 {\displaystyle T_{v}(T_{p}M)}과 {\displaystyle v}에 직교하는 {\displaystyle w}는 지수 사상을 통해 앞으로 갈 때 {\displaystyle v}에 직교한 성질을 유지한다. 이는 특히 {\displaystyle T_{p}M}의 원점에 대한 작은 공의 경계 구가 해당 벡터에 의해 결정된 {\displaystyle M}의 측지선과 직교한다는 것을 의미한다(즉, 측지선은 방사형임). 이것은 리만 다양체에서 측지선 법선 좌표 의 정의에 동기를 부여한다.
곡률의 정의는 다소 추상적이라 할 수 있지만, 지수 사상은 리만이 원래 구상한 곡률을 보다 구체적으로 구현하는 데에도 유용하다. 단면 곡률은 직관적으로 고려 중인 점 {\displaystyle p}을 지나는 어떤 곡면의 가우스 곡률로 정의 된다. 단면 곡률은 {\displaystyle T_{p}M}의 2차원 부분 공간 {\displaystyle W}을 {\displaystyle \exp _{p}}로 보낸 상 {\displaystyle \exp _{p}(W)}으로 정의되는 {\displaystyle p}를 지나는 곡면의 가우스 곡률로 정확하게 정의할 수 있다.

## 리 이론의 지수 사상과의 관계
쌍불변 계량(왼쪽 및 오른쪽 변환 모두에서 준 리만 계량 불변)이 있는 리 군의 경우 준 리만 구조의 지수 사상은 리 군의 지수 사상과 동일하다. 일반적으로 리 군에는 쌍불변 계량이 없지만 모든 연결 반 단순 리 군에는 있다. 쌍불변 리만 계량의 존재성은 준 리만 계량의 존재성보다 강력하며, 리 대수가 콤팩트 리 군의 리 대수임을 의미한다. 반대로 모든 콤팩트 (또는 아벨) 리 군에는 이러한 리만 계량이 있다.
"정직한" 지수 사상을 제공하는 예를 보자. 일반적인 곱셈에서 리 군인 양의 실수의 곱셈군 {\displaystyle \mathbb {R} ^{+}}를 고려하자. 여기서 각 접공간은 {\displaystyle \mathbb {R} }이다. 점 {\displaystyle y}에서 {\displaystyle \mathbb {R} }의 각 사본에 수정된 내적을 도입한다.{\displaystyle \langle u,v\rangle _{y}={\frac {uv}{y^{2}}}}이는 두 실수를 일반적인 실수처럼 곱하지만, 계량을 왼쪽 불변으로 만들기 위해 {\displaystyle y^{2}}로 나누어 준다.
점 {\displaystyle 1\in \mathbb {R} ^{+}}을 잡고 {\displaystyle x\in T_{1}\mathbb {R} ^{+}}를 1에서 접공간의 원소로 보자. 1에서 나오는 일반적인 직선, 즉 {\displaystyle y(t)=1+xt}는 호 길이 재매개화를 하면 측지선과 동일한 곡선을 지난다. 이를 위해 수정된 계량 {\displaystyle |\cdot |_{y}}에 의해 유도된 호의 길이로 다시 매개변수화한다:{\displaystyle s(t)=\int _{0}^{t}|x|_{y(\tau )}d\tau =\int _{0}^{t}{\frac {|x|}{1+\tau x}}d\tau =|x|\int _{0}^{t}{\frac {d\tau }{1+\tau x}}={\frac {|x|}{x}}\ln |1+tx|}여기서 역함수 {\displaystyle t(s)}를 얻어서{\displaystyle y(s)=e^{sx/|x|}}를 구한다. 이제 호 길이 재매개화된 곡선의 성질을 사용하여{\displaystyle \exp _{1}(x)=y(|x|_{1})=y(|x|)}를 얻고 이는 예상대로 지수 함수 {\displaystyle e^{x}}가 된다.
이에 의해 정의된 리만 거리 함수는 단순히{\displaystyle \operatorname {dist} (a,b)=\left|\ln \left({\frac {b}{a}}\right)\right|.}

## 같이 보기
- 단면곡률
- 가우스 곡률

## 참고 문헌
- Cheeger, Jeff; Ebin, David G. (1975), 《Comparison Theorems in Riemannian Geometry》, Elsevier. See Chapter 1, Sections 2 and 3.
- do Carmo, Manfredo P. (1992), 《Riemannian Geometry》, Birkhäuser, ISBN 0-8176-3490-8. See Chapter 3.
- “Exponential mapping”. 《Encyclopedia of Mathematics》 (영어). Springer-Verlag. 2001. ISBN 978-1-55608-010-4.
- Helgason, Sigurdur (2001), 《Differential geometry, Lie groups, and symmetric spaces》, Graduate Studies in Mathematics 34, Providence, R.I.: American Mathematical Society, ISBN 978-0-8218-2848-9, MR 1834454.
- Kobayashi, Shoshichi; Nomizu, Katsumi (1996), 《Foundations of Differential Geometry》 1 New판, Wiley-Interscience, ISBN 0-471-15733-3.